# Jurij Vega
Baron Jurij Bartolomej (von) Vega, född 23 mars 1754 i byn Sagoritza, Krain, nuvarande Slovenien, död 26 september 1802 i Nußdorf (numera en förstad till Wien), var en österrikisk (slovensk) officer och matematiker.
Han var först navigationsingenjör, men gick sedermera in vid artilleriet och avancerade där från underlöjtnant (1784) till överstelöjtnant (1800). Då han var kapten, undervisade han i egenskap av professor i matematik vid bombardiärkåren (en artilleriskola). Han deltog med utmärkelse i krigen emot turkarna och fransmännen samt upphöjdes 1800 i friherrligt stånd. År 1802 påträffades hans lik i Donau; först 30 år efteråt uppdagades det att han mördats (av en mjölnare). 
I Logarithmisch-trigonometrisches Handbuch (bearbetad av Carl Bremiker) anges med sju decimaler logaritmerna för alla hela tal från 1 till 100 000 liksom logaritmerna för sinus och tangens för vinklar upp till 5° från sekund till sekund samt logaritmerna för sinus, cosinus, tangens och cotangens till vinklar i första kvadranten för var tionde sekund.

## Eftermäle
Nedslagskratern Vega på månen och asteroiden 14966 Jurijvega är uppkallade efter honom.